# بعثة فيلشنر

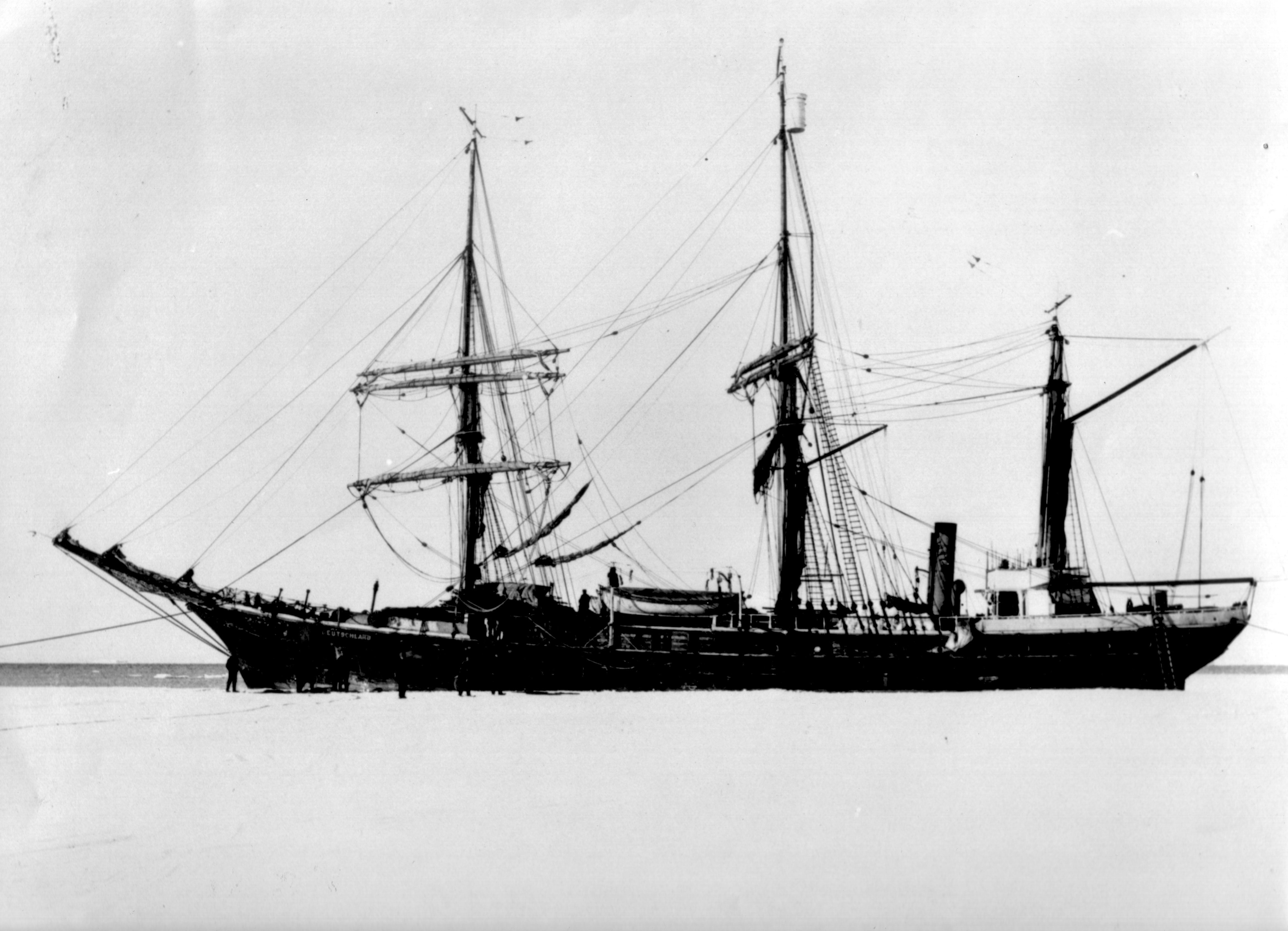

بعثة فيلشنر هي الرحلة الألمانية الثانية في أنتاركتيكا في بداية القرن العشرين. تمت الرحلة بين 1911 و1912 وقادها فيلهلم فيلشنر.
بعد رحلة اولية تكوينية إلى سفالبارد ذهب فيلشنر مع فريقه على متن دوتشلاند يوم 4 ماي 1911. دخلت البعثة إلى بحر ويديل واكتشفت ساحل لويتبولد وأقصى نقطة فيه نحو الجنوب وهي خليج فاهسل (78° جنوبا) وحاجز فيلشنر رون الذي سماه فيلشنر سابقا على اسم الإمبراطور فيلهلم الثاني من ألمانيا.
توقف قارب الدوتشلاند وسط الجليد. بعد محاولة لاقامة قاعدة في خليج فاهسل توجه الفريق نحو الشمال لمسافة 300 كلم. تحرر القارب من الثلوج بعد ستة أشهر في شمال بحر ويديل. بعد هذه المناورة كان القارب ما يزال قادرا على الإبحار ووصل إلى ألمانيا
كانت هذه الرحلة الأولى التي تعمقت في وسط بحر ويديل أكثر من جيمس ويديل نفسه وذلك قبل 80 عاما.